# Venta de Agramaderos
Venta de Agramaderos es una localidad y pedanía española perteneciente al municipio de Alcalá la Real, en la provincia de Jaén, comunidad autónoma de Andalucía.

## Geografía

### Localización
Venta de Agramaderos está situada en el extremo sur de la Provincia de Jaén, cerca del límite con la Provincia de Córdoba y con la Provincia de Granada, en el sureste de la península ibérica. Por carretera, esta pedanía se encuentra a 86 km al sur de Jaén, capital de su provincia, 55 km al noroeste de Granada y 118 km al noreste de Málaga, ciudad portuaria que se asoma al mar Mediterráneo.
| Noroeste : Almedinilla, Brácana, Pilas de Fuente Soto y Venta Valero | Norte : Caserías | Noreste : Alcalá la Real y La Pedriza                     |
| Oeste : Lojilla, Venta de las Navas y La Fuente Grande               |                  | Este : Ermita Nueva, Mures y Villalobos                   |
| Sudoeste : Algarinejo                                                | Sur : Montefrío  | Sudeste : Íllora, Puerto Lope, Vallequemado y Los Gitanos |

### Transporte

#### Transporte por carretera
La vía principal, que atraviesa Venta de Agramaderos, es la A-335 (Carretera de Montefrío). La A-335 es una carretera que va de norte a sur y une Alcalá la Real (provincia de Jaén) con Moraleda de Zafayona (provincia de Granada) . La segunda carretera más importante que llega a Venta de Agramaderos es la carretera CO-8203. Esta carretera provincial parte del término municipal de Almedinilla y llega a Venta de Agramaderos .

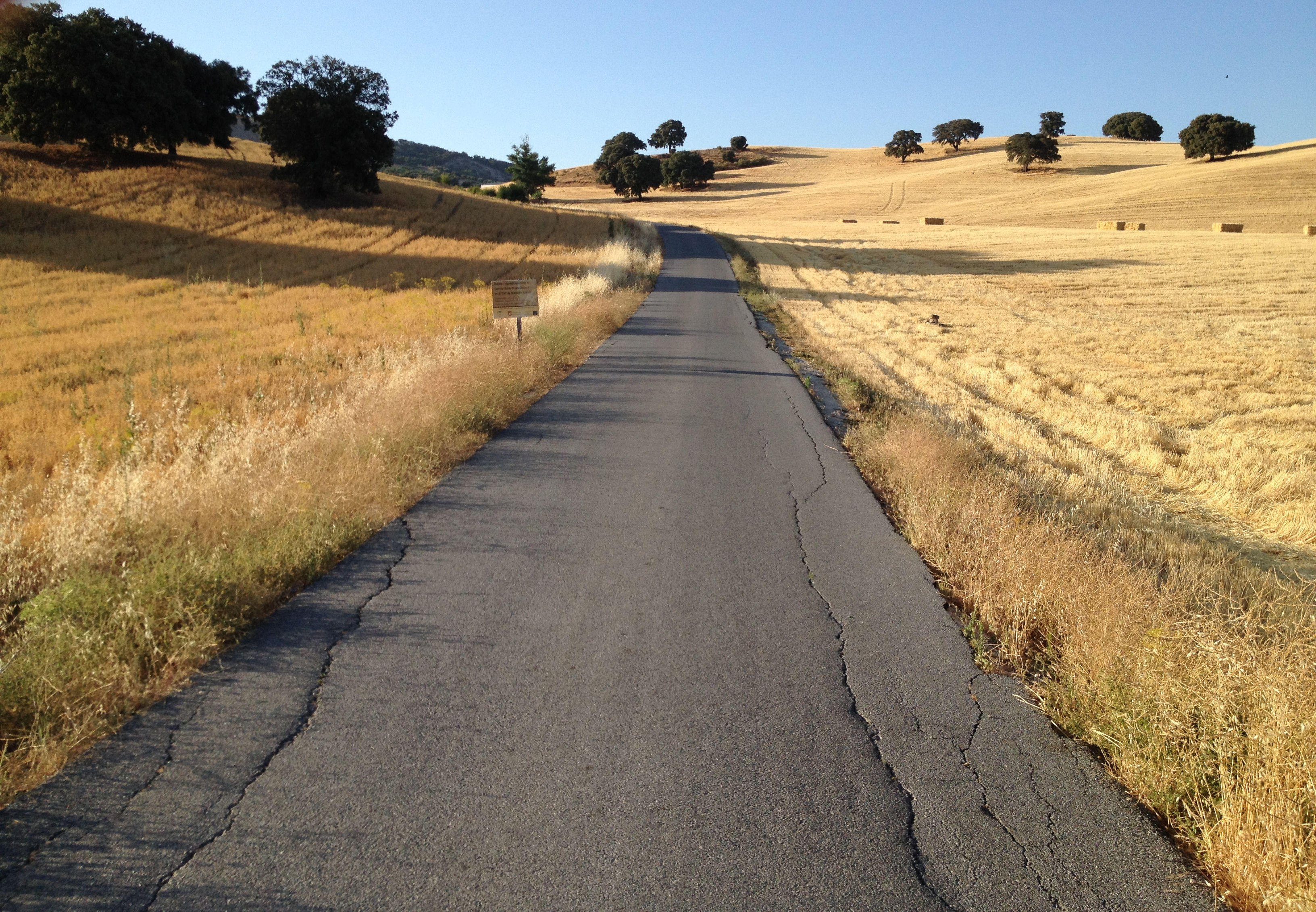
Tramo asfaltado del Camino de Priego, antigua Cañada real de Almedinilla a Íllora.

Finalmente, está la ruta del Camino de Priego que parte de Venta de Agramaderos (como continuación de la calle Granada) hacia Granada y se une a la ruta GR-3410. Este camino es un tramo de la antigua Cañada real de Almedinilla a Íllora. Este es el camino más corto para llegar a Granada, pero parte de este camino no está asfaltado.

#### Transporte público
Venta de Agramaderos dispone de línea de autobús, gestionada por la empresa Autocares Arco Marfil SL de Montefrío . La ruta es Alcalá la Real - La Pedriza - Venta de Agramaderos - Montefrío .

## Toponimia
El nombre actual puede provenir de la antigua profesión de los habitantes de este lugar. Agramar significa partir la madera de los tallos de cáñamo o lino para obtener sus fibras. Agramadera es por tanto el instrumento que realiza esta operación. Venta designa una casa ubicada al costado de la carretera o en zonas despobladas para el alojamiento de pasajeros; en este caso, al borde de la antigua Cañada real.

## Historia
El Diccionario geográfico-estadístico-histórico de España y sus posesiones de Ultramar publicado por Pascual Madoz entre 1845 y 1850 describe un pequeño pueblo de la Provincia de Jaén llamado Valdegranada, que tenía censados 334 habitantes en 1842. En este pueblo había un alojamiento llamado Venta de los Agramaderos . Por tanto, la Venta de Agramaderos parece haber sido siempre un lugar de descanso y de copas , como ocurría con los comerciantes que utilizaban la antigua Cañada real de Almedinilla a Íllora, camino y baranda que unía la provincia de Córdoba a provincia de Granada.

## Economía
En su actividad económica, cabe destacar la agricultura regada por el arroyo Palancares, que tiene su nacimiento en las cercanías.

## Patrimonio

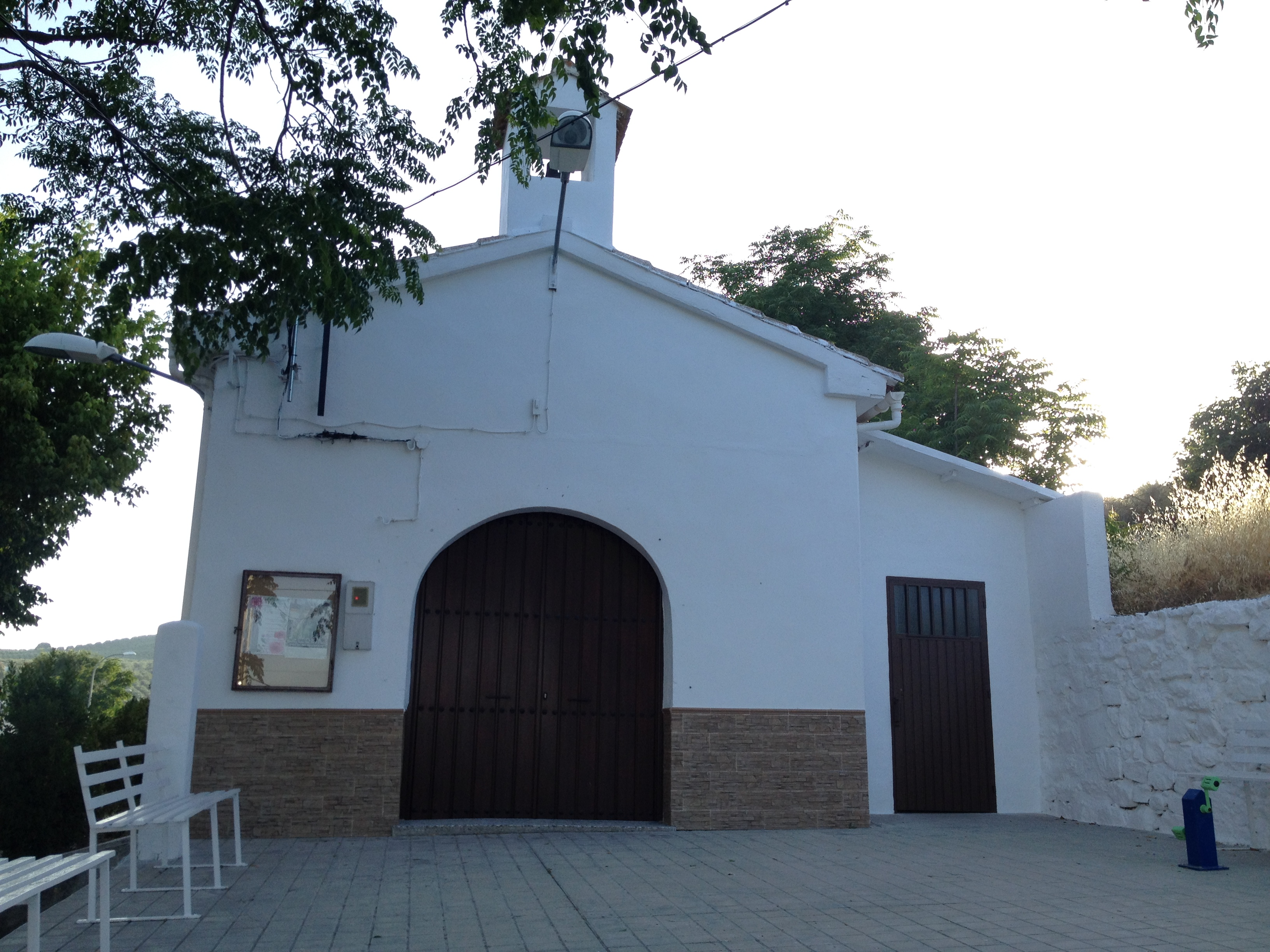
La Iglesia de Venta de Agramaderos

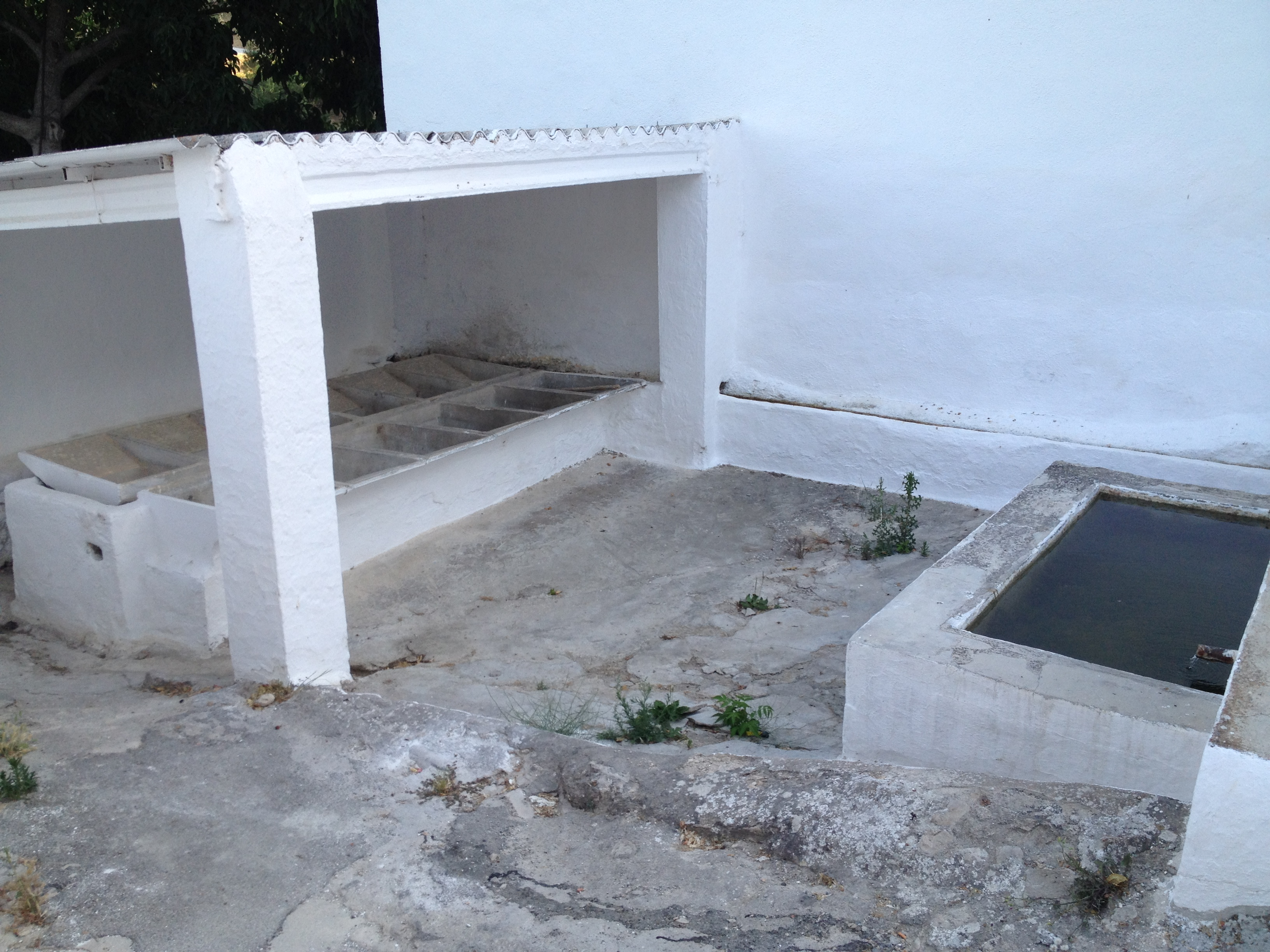
Lavandería Venta de Agramaderos

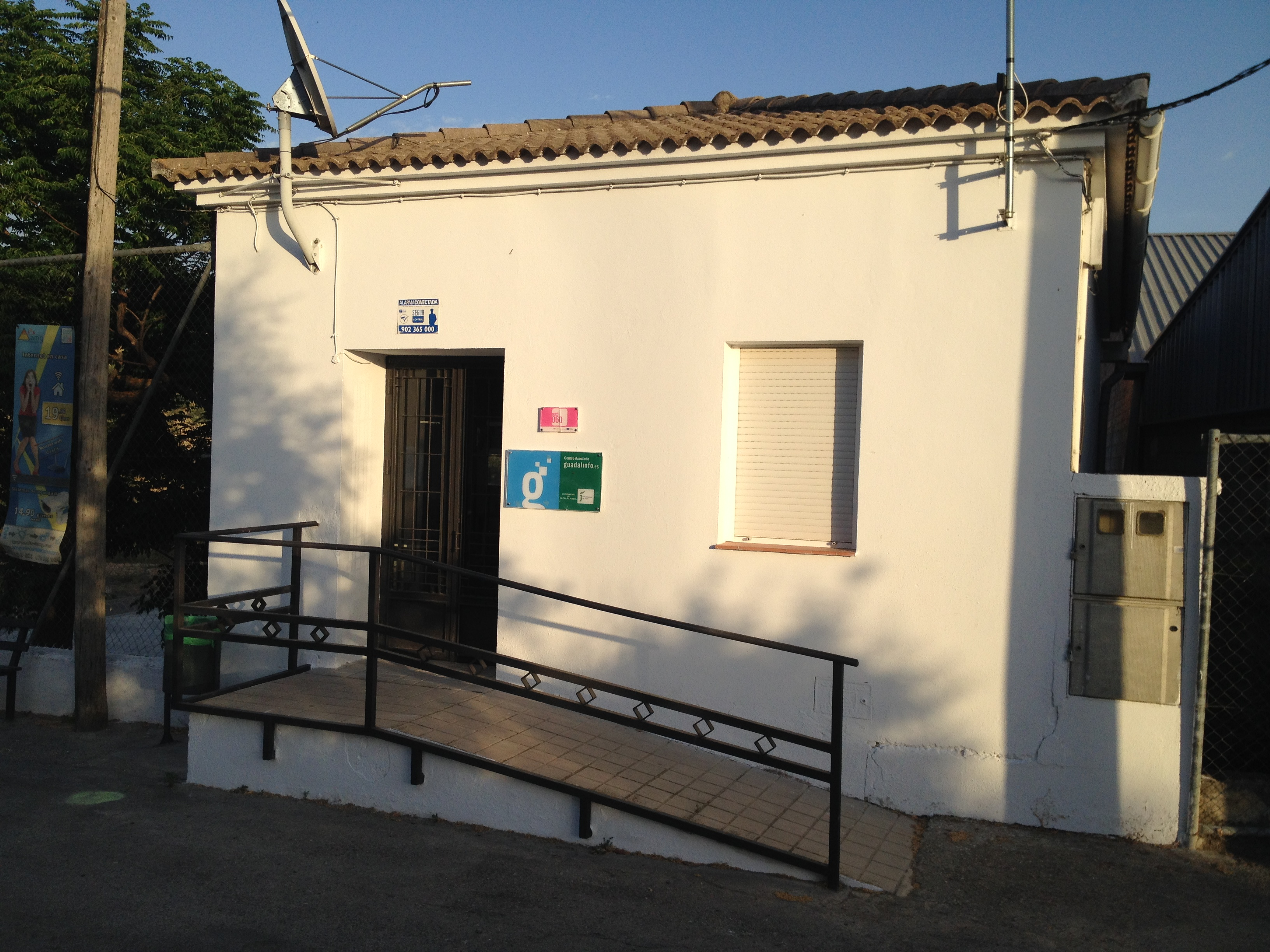
El centro social (y telecentro) ubicado en la Calle Real

- Una iglesia donde se encuentra la escultura de la Virgen de Fátima .
- Una lavandería .
- Centro social y telecentro. Los telecentros son puntos de acceso a Internet ubicados en pueblos rurales y que ofrecen conexión ADSL o satelital gratuita.

## Demografía
Aunque la población está dispersa en cortijos hay una concentración (núcleo de población) a los lados de la carretera A-335. En 2019 del total de 147 habitantes de la entidad singular de población Venta de Agramaderos, 59 se encontraban en este núcleo poblacional.

## Eventos culturales y festividades
Venta de Agramaderos acoge anualmente fiestas religiosas heredadas principalmente del cristianismo así como otros eventos.
- Fiesta de las Flores (“ fiesta de las flores ").[11] Esta fiesta se celebra en mayo en honor a la Virgen de Fátima. Se caracteriza por estar muy adornado con flores y por la gran variedad de actividades que realiza.
- El día de la Candelaria. Se celebra en febrero. Los residentes están acostumbrados a hacer fogatas fuera de la casa, conociendo a otros vecinos.
- La matanza. Esta actividad suele desarrollarse en los meses de noviembre y diciembre para elaborar productos cárnicos del cerdo ( salchichas, chorizos, jamones, etc.), que se consumen durante todo el año.
- Carnavales Esta festividad se suele celebrar en la última semana de febrero. La gente camina o desfila por la calle vestida para la ocasión.[12]

### Salud
El pueblo cuenta con un consultorio médico auxiliar.

### Deportes

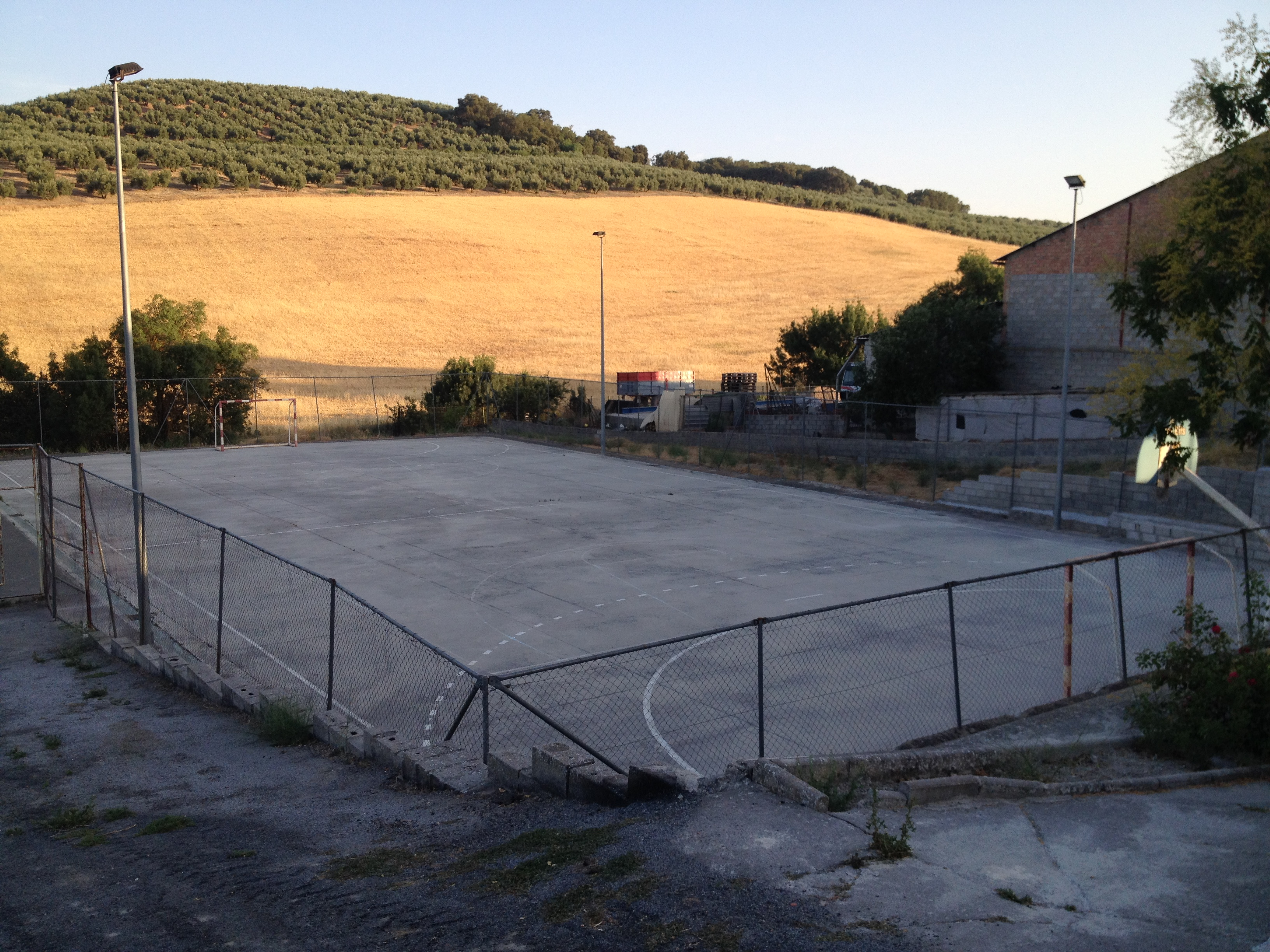
Campo polideportivo Venta de Agramaderos

Hay un campo polideportivo de 20 x 40 metros con 4 torres de iluminación que permite jugar al balonmano y al fútbol.